# Baumschlingen
Die Baumschlingen (Periploca) sind eine Pflanzengattung der Unterfamilie Periplocoideae, die der Familie Hundsgiftgewächse (Apocynaceae) zugerechnet wird. Zwei Arten werden auch in Mitteleuropa als Zierpflanzen kultiviert.

## Beschreibung
Baumschlingen sind meist windende oder selten aufrechte, kahle Sträucher, die Wuchshöhen von mehreren Metern erreichen. Die gegenständigen, gestielten oder sitzenden Laubblätter sind immergrün oder fallen in Trockenzeiten ab; bei wenigen Arten sind sie auch zu Schuppen reduziert. Die Form der Blattspreite reicht von elliptisch bis eiförmig. Die Länge beträgt zwischen ungefähr 1,5 bis zu 10 cm, die Breite 0,2 bis 5 cm.

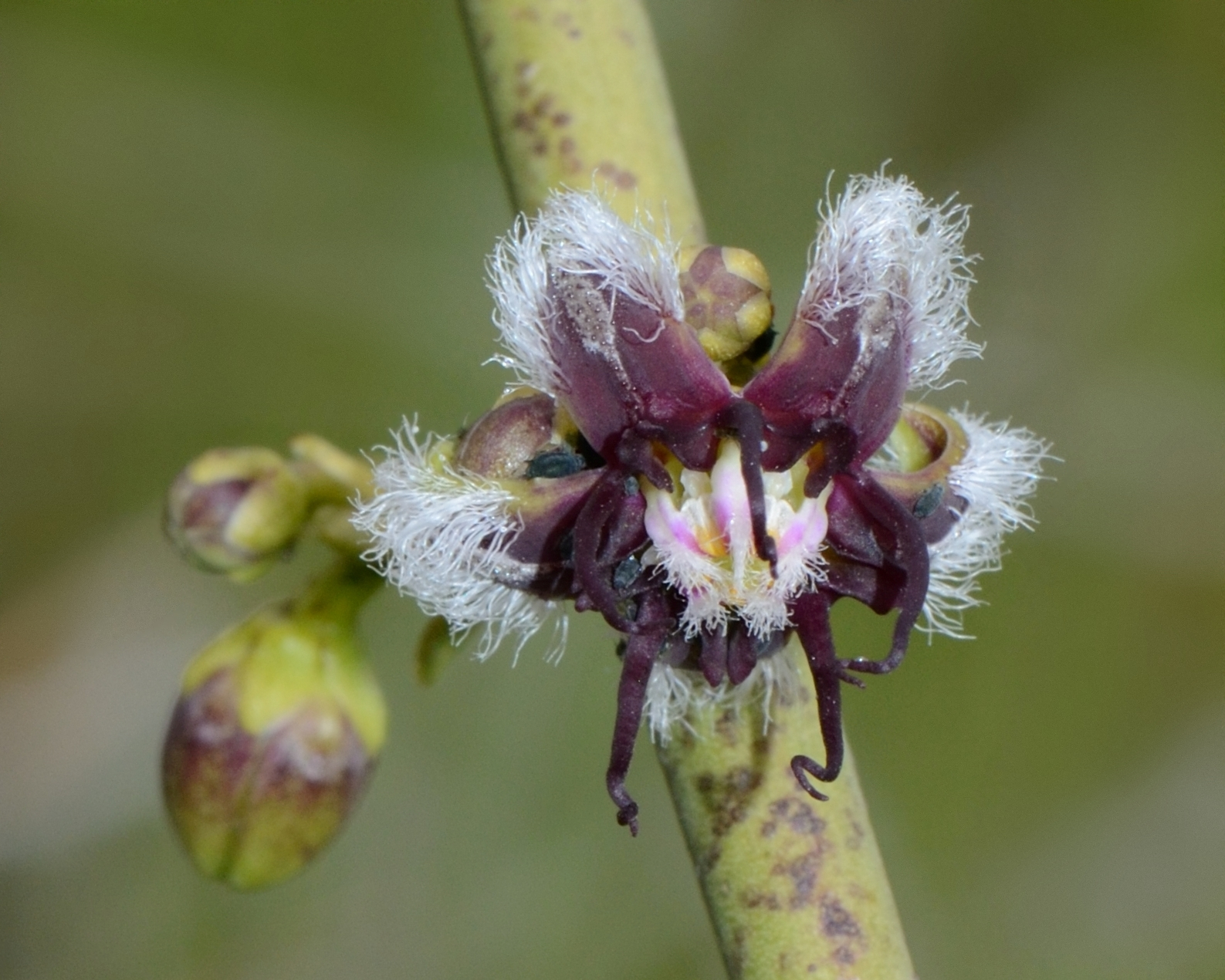
Periploca aphylla

Die zymösen Blütenstände werden in den Blattachseln und an den Enden der Zweige gebildet. Durchschnittlich 3 bis 15 gestielte Blüten sitzen in lockeren Gruppen. Die zwittrigen, fünfzähligen Blüten weisen einen Durchmesser von etwa 1 bis 2,4 cm auf. Die fünf Kelchblätter sind frei. Die fünf Kronblätter sind länglich und an der Spitze gerundet. Sie sind randlich gelblich-grün mit dunkelrotem oder braunem Mittelteil oder auch einheitlich gefärbt. Die Nebenkrone ist dunkelbraun, purpurrot oder gelblich. Es ist ein Kreis mit fünf freien Staubblättern vorhanden mit kurzen, breiten Staubfäden.
Die meist paarig in stumpfem oder spitzem Winkel zueinander („hornförmig“) angeordneten, spindelförmigen, glatten Balgfrüchte werden meist zwischen 10 und 20 cm lang, im Extremfall bis 45 cm. Die länglichen Samen sind bisweilen recht groß (3 bis 14 mm lang und 1 bis 2,5 mm breit) und besitzen an der Spitze einen 20 bis 25 mm langen Haarschopf.

## Verbreitung
Die Gattung Periploca kommt auf den Kapverden, den Kanaren, in Nordafrika, Südeuropa und Kleinasien, am Kaukasus, auf der Arabischen Halbinsel, entlang des Ostafrikanischen Grabens von Äthiopien bis Malawi und vom Süd-Iran über Pakistan und den Himalaja bis in die Volksrepublik China vor.

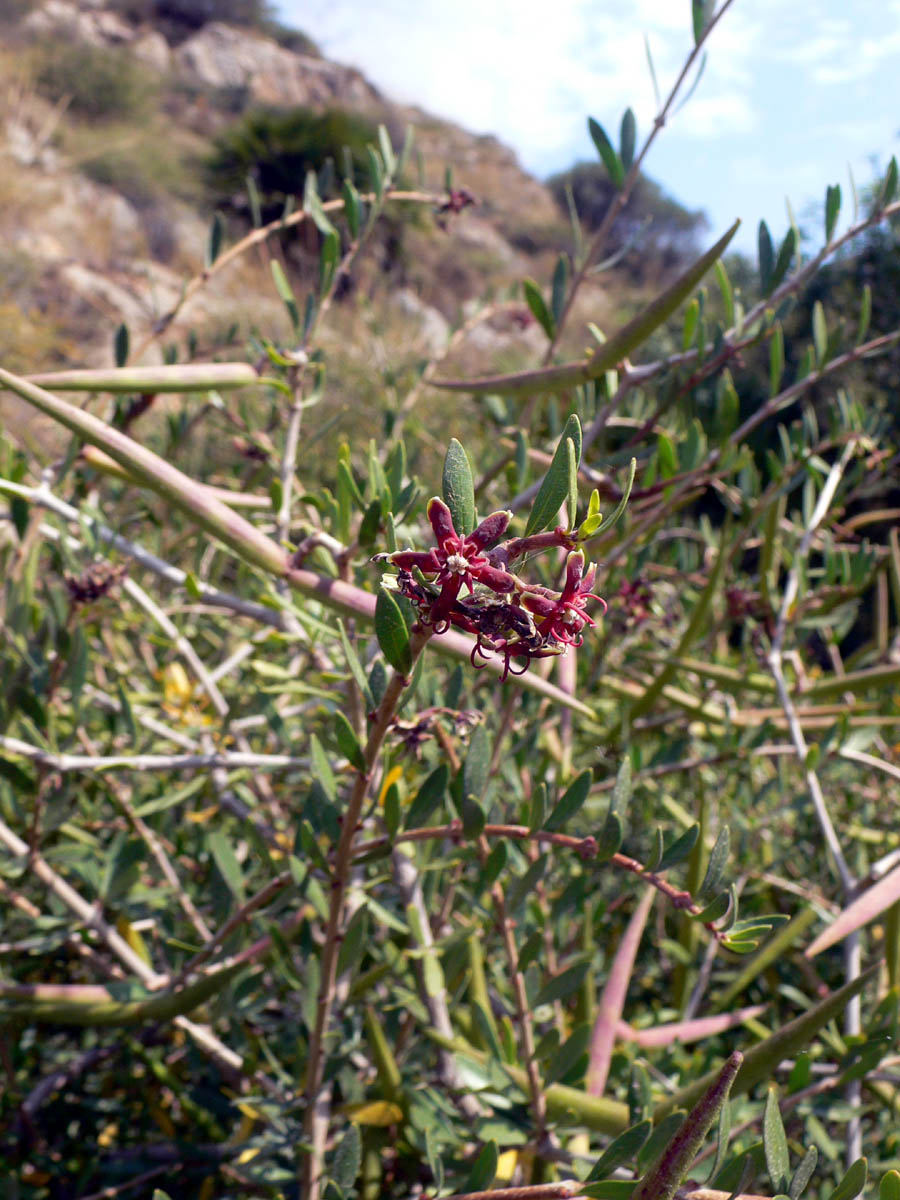
Periploca angustifolia

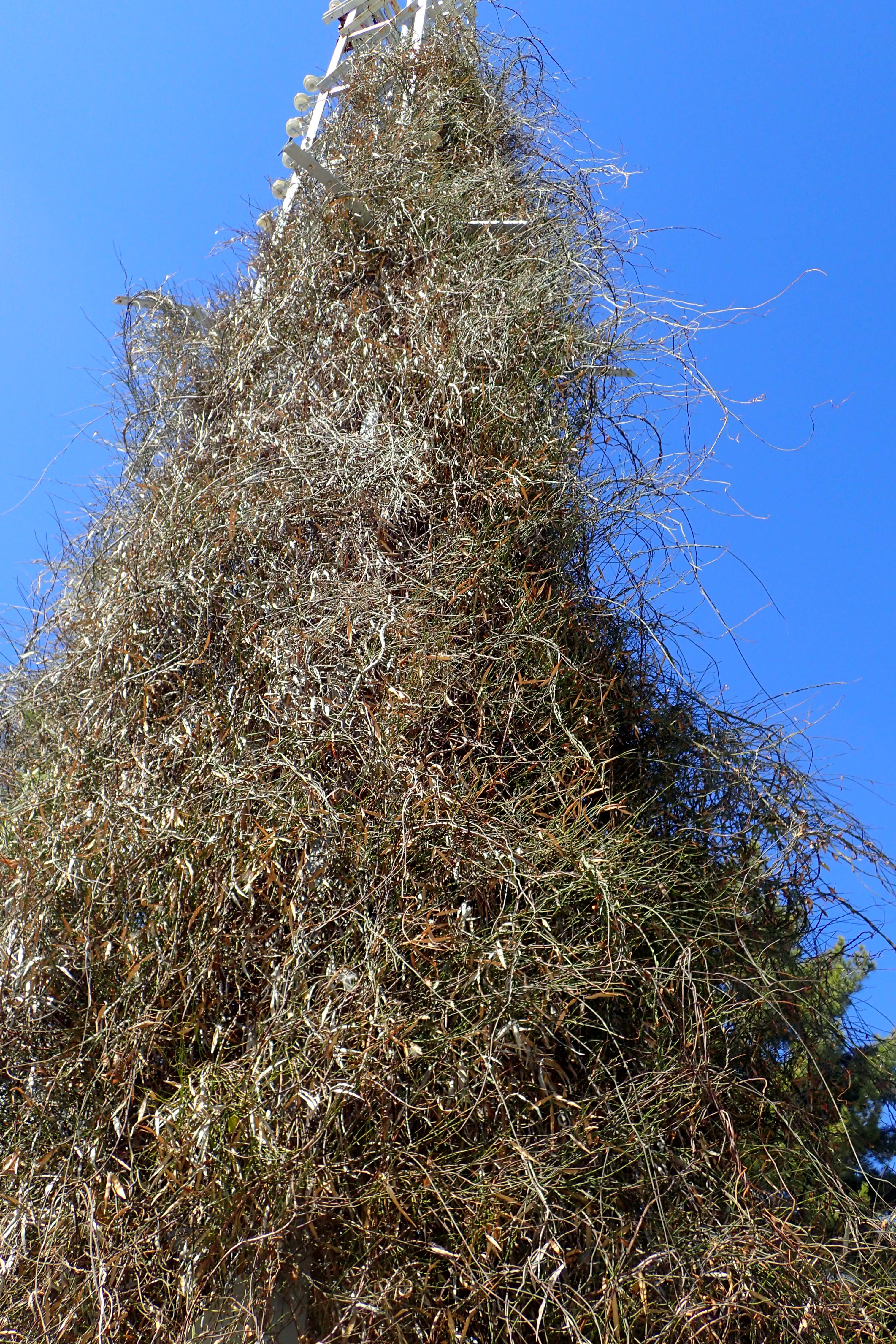
Periploca gracilis

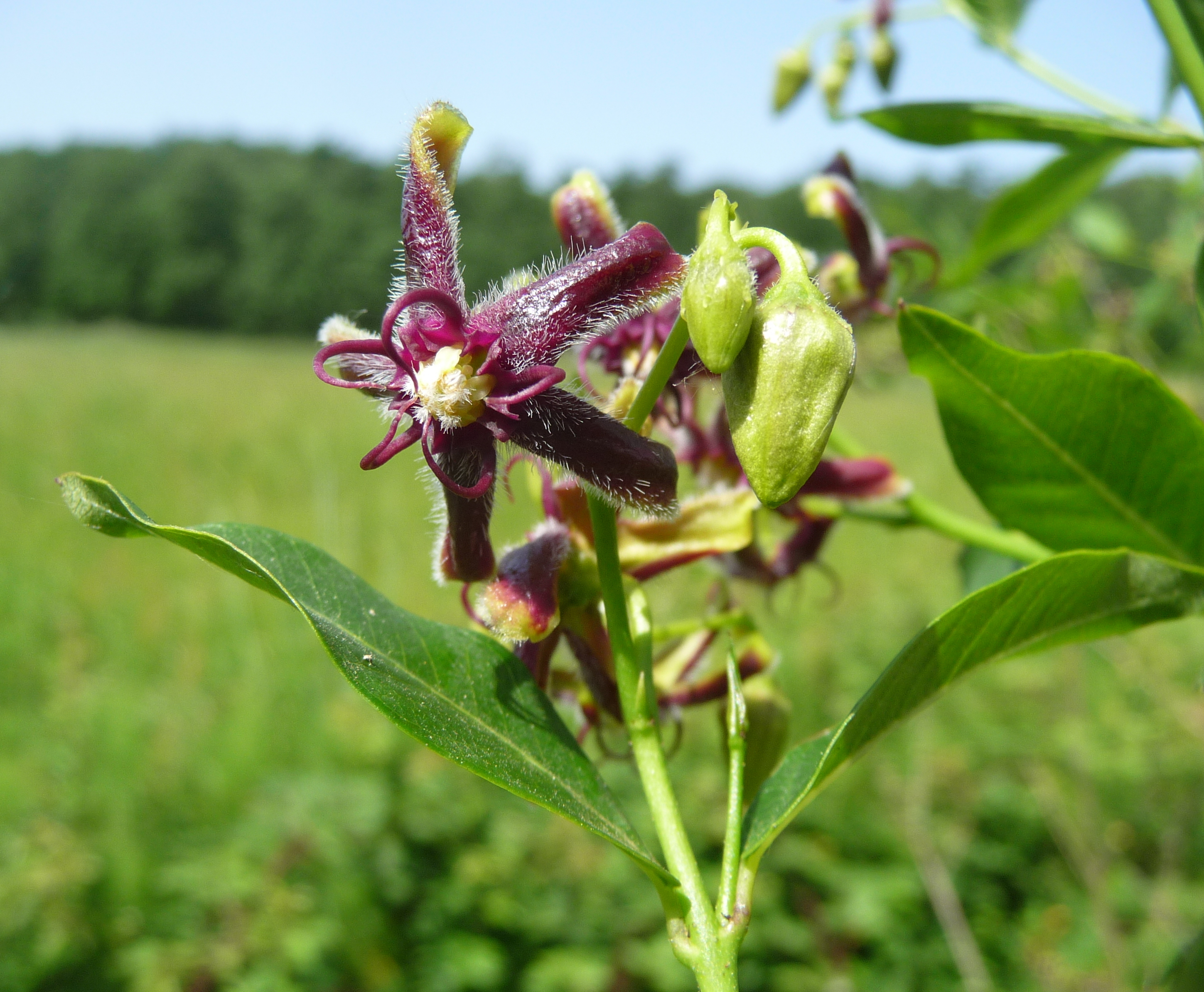
Griechische Baumschlinge (Periploca graeca)

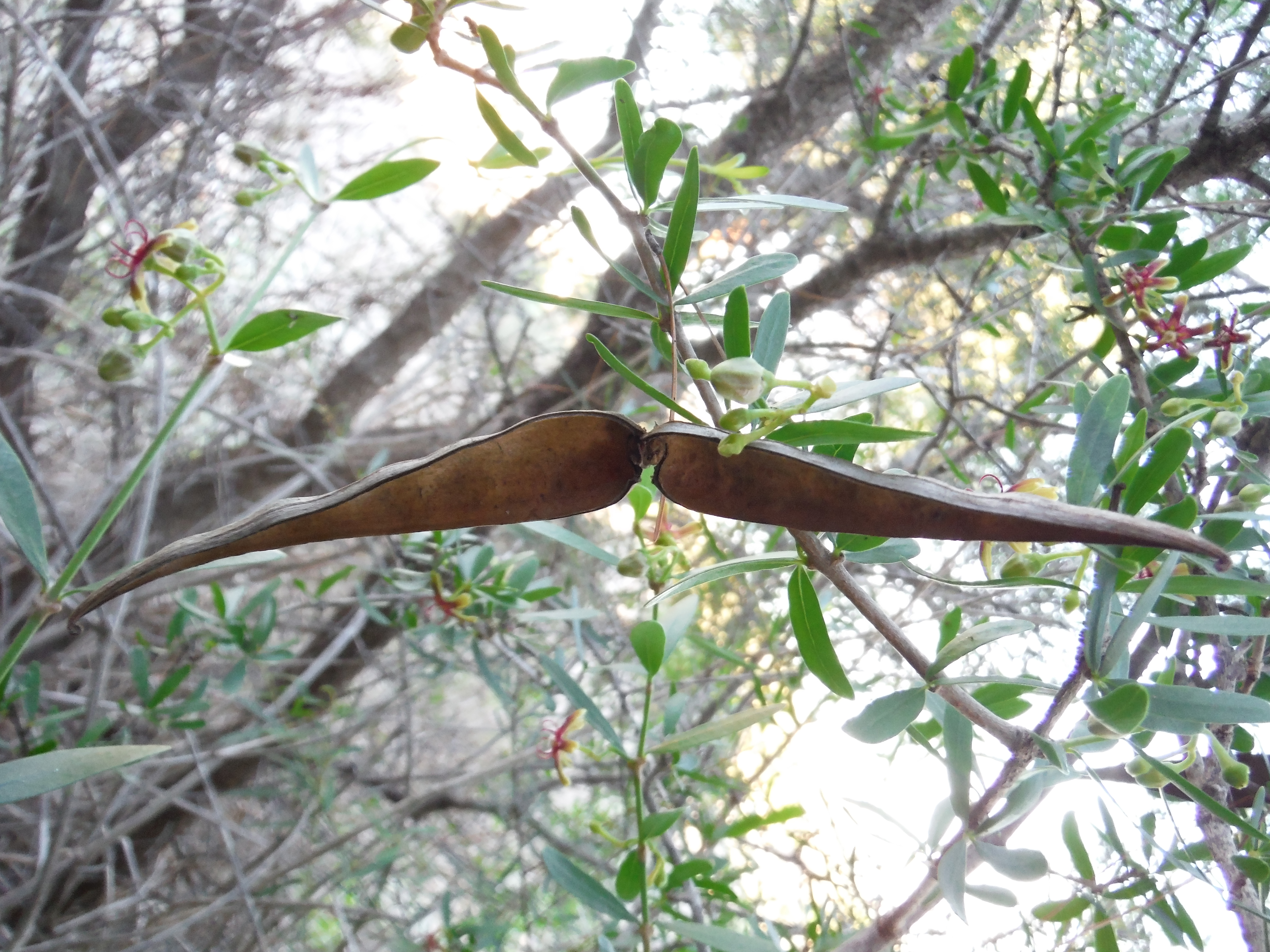
Periploca laevigata, fruchtend

## Systematik
Die Erstbeschreibung der Gattung durch Carl von Linné in Species Plantarum wurde 1753 veröffentlicht. Den Namen schrieb er Joseph Pitton de Tournefort zu.
Es werden derzeit 14–17 Periploca-Arten anerkannt, die sich auf zwei Sektionen verteilen. In regionalen Floren werden einige Unterarten zu Arten aufgewertet. Hier eine Auswahl an Arten:
- Sect. Periploca
  - Periploca angustifolia Labill.: Sie kommt vom nördlichen Afrika bis Mauretanien, im südöstlichen Spanien, in Sizilien, Kreta und früher auch in Syrien vor.[6]
  - Periploca aphylla Decne.: Mit zwei Unterarten:
    - Periploca aphylla subsp. aphylla: Sie kommt von der Sinaihalbinsel bis zur Arabischen Halbinsel und bis zum nordwestlichen Indien vor.[6]
    - Periploca aphylla subsp. laxiflora (Bornm. ex Drar) Browicz: Sie kommt vom Sudan bis zum südlichen Iran vor.[6]

  - Periploca calophylla (Wight) Falc. (inkl. Periploca floribunda Tsiang, Periploca forrestii Schltr.): Die Heimat ist Pakistan, Indien, Nepal, Bhutan, Vietnam und China.[8] Man kann zwei Varietäten unterscheiden.
  - Periploca gracilis Boiss. (Syn.: Cyprinia gracilis (Boiss.) Browicz): Sie kommt in Zypern und in der südlichen Türkei vor.[6]
  - Griechische Baumschlinge oder Orientalische Baumschlinge (Periploca graeca L.): Die Heimat ist Ost- und Südosteuropa und Westasien bis zum Kaukasus. In Nordafrika und Südwesteuropa ist die Art eingebürgert.[8]
  - Glatte Baumschlinge (Periploca laevigata Aiton, Syn.: Periploca chevalieri Browicz): Die Heimat sind die Kanarischen und die Kapverdischen Inseln.[8]
  - Periploca linearifolia Quart.-Dill. & A.Rich.: Sie kommt von Äthiopien bis zum südlichen tropischen Afrika vor.[6]
  - Chinesische Baumschlinge (Periploca sepium Bunge): Die Heimat ist China und das fernöstliche asiatische Russland.[6]
  - Periploca somaliensis Browicz: Sie kommt im nördlichen Somalia und auf der südwestlichen Arabischen Halbinsel vor.[6]
  - Periploca visciformis (Vatke) K.Schum.: Sie kommt vom östlichen Äthiopien bis zur Arabischen Halbinsel vor.[6]
- Sect. Monocoronata Venter
  - Periploca hydaspidis Falc.: Die Heimat ist Indien und das nördliche Pakistan.[8]
  - Periploca tsiangii D.Fang & H.Z.Ling: Die Heimat ist Guangxi in China.[7]

- Ohne Zuordnung zu einer Sektion:
  - Periploca chrysantha D.S.Yao, X.C.Chen & J.W.Ren: Sie wurde 2002 aus der chinesischen Provinz Gansu erstbeschrieben.[6]
  - Periploca purpurea Kerr: Sie kommt im nördlichen Thailand vor.[6][4]

Nicht mehr zu dieser Gattung wird gerechnet:
- Periploca acuminata M.A.Rahman & Wilcock  =>  Decalepis khasiana (Kurz) Ionta ex Kambale[6]
- Periploca nigrescens Wennberg  =>  Cryptolepis nigrescens (Wennberg) L.Joubert & Bruyns[6]